# Deluge
Deluge é um cliente software para BitTorrent, livre e de código aberto e multiplataforma desenvolvido em Python e GTK+. Desde 13 de março de 2009 está disponível uma versão oficial para Microsoft Windows. O programa utiliza a biblioteca libtorrent.
Juntamente com a versão completa, uma versão portátil é oferecida, que não requer instalação.

## História
Deluge foi criado por dois membros do Ubuntu Forums, Zach Tibbits e Alon Zakai. No começo estava alojado e mantido no Google Code, mas posteriormente mudou-se para seu próprio site.
Na fase inicial de desenvolvimento, Deluge era conhecido como gTorrent porque era um cliente BitTorrent para plataforma GNOME. Quando a primeira versão foi lançada ao público em 25 de setembro de 2006, mudou seu nome para Deluge mudaram o nome para Deluge pois já existia um programa chamado gtorrent no SourceForge, e também para evitar dúvidas de que o cliente era apenas para GNOME.